# كيث راسيل (سياسي)
كيث راسيل هو سياسي كندي، ولد في 24 مايو 1975 في كندا. حزبياً، نشط في حزب المحافظين التقدمي في نيوفندلاند ولابرادور ‏.